# Rhosllannerchrugog
Rhosllannerchrugog lub Rhosllanerchrugog (potocznie Rhos) – wieś w północno-wschodniej Walii, w hrabstwie Wrexham (historycznie w Denbighshire), położona u wschodniego podnóża góry Ruabon Mountain, na południowy zachód od miasta Wrexham, kilka kilometrów od granicy angielskiej. W 2011 roku liczyła 13 501 mieszkańców; określana bywa mianem największej wsi na terenie Walii.
Wieś rozwinęła się za sprawą znajdujących się w okolicach złóż węgla. Osada górnicza założona została w tym miejscu w XVIII wieku, a jej gwałtowny rozwój zapoczątkowany został w latach 40. XIX wieku. W 1861 roku liczba ludności wyniosła 6620. Wielu osiadłych tu górników przybyło z zachodniej Walii; w rezultacie miejscowość stała się znaczącym ośrodkiem kultywacji języka walijskiego. Do 1981 roku posługiwała się nim ponad połowa mieszkańców wsi.
We wsi funkcjonuje teatr Stiwt, założony przez instytut górniczy w 1926 roku.